# Лескурея наскельна
Лескурея наскельна (Lescuraea saxicola) — вид мохів порядку гіпнобрієвих (Hypnales).

## Поширення
Ареал охоплює такі частини світу: Європа, Північна Америка, Азія.
Населяє гранітні або пісковикові брили, оголення, відкритий мінеральний ґрунт, ділянки просочування в субальпійських і аркто-альпійських регіонах; від середньої до високої висоти (200–3400 метрів).

## Характеристика

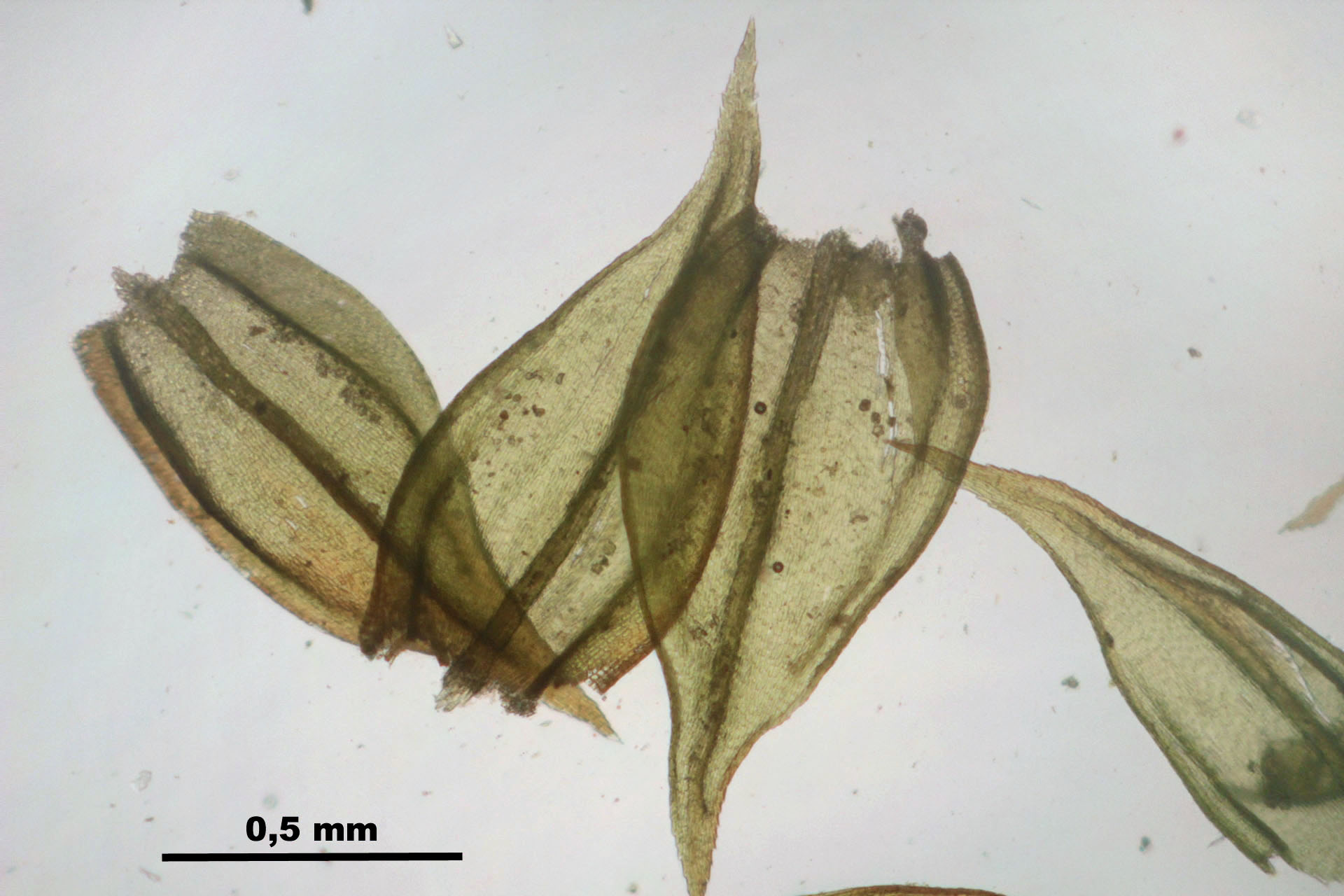

Стебла з віком стають золотистими чи помаранчевими, слабко притиснуті до субстрату, багато гілок, від вигнутих до прямовисних, часто гачкуваті на верхівках; парафілії мало розгалужені, іноді майже відсутні. Стеблові листки неправильні, асиметричні, блискучі, від слабо до сильно увігнутих, чітко 1 (або 2) складчасті, 0.7–1.4 мм. Коробочкові ніжки жовто-помаранчеві, тонкі, згинаються. Коробочка від жовто-оранжевого до червоно-коричневого кольору, 1–2 мм; екзостоми не облямовані.